# کشتی پهلوانی

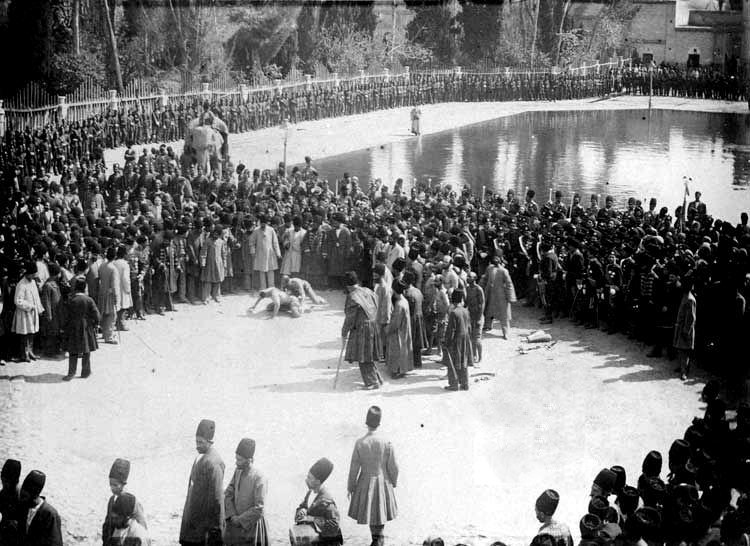
کشتی پهلوانی در دوره قاجار در میدان ارگ تهران

کشتی پهلوانی یکی از روش‌های کشتی گرفتن است که ریشه آن به ایران باستان برمیگردد. این کشتی توسط پهلوانان اسطوره ای ایران انجام می‌شد.
در کشتی پهلوانی، کشتی گیران شلوار مخصوصی به پا می‌کنند که از کمر تا زانو را می‌پوشاند و چیزی شبیه کمربند نیز دارد، در کشتی پهلوانی به قسمت کمر شلوار از جلو، «پیش قبض» به قسمت کمر شلوار از پشت، «پس قبض»، به قسمت جلوی زانوی شلوار، «پیش کاسه» و به قسمت پشت زانوی شلوار، «پس کاسه» می‌گویند، کشتی گیران حق دارند شلوار یا کمربند حریف را برای اجرای فن در اختیار بگیرند و فنون مخصوص کشتی پهلوانی را اجرا کنند. همچنین اجرای آن دسته از فن‌های کشتی آزاد و کشتی فرنگی، که در آن مهاجم ابتدا به پل نمی‌رود، در کشتی پهلوانی مجاز است. کشتی پهلوانی توسط یونسکو به عنوان یکی از ورزشهای قدیمی جهان به رسمیت شناخته شده‌است.در دوره‌های قدیم از هند به ایران می‌آمدند وبا پهلوانان بزرگ ایرانی رقابت می‌کردند

## مقررات
کشتی پهلوانی در دو زمان سه دقیقه ای که بین آن سی ثانیه استراحت است برگزار می‌شود. در کشتی پهلوانی مانند کشتی آزاد، خاک کردن حریف دو امتیاز دارد بیرون بردن پای کشتی گیر از تشک یک امتیاز دارد. در کشتی پهلوانی اگر کشتی گیر به هر طریق به پل برود کشتی با ضربه فنی به نفع حریف مقابل پایان خواهد یافت و لازم نیست حتماً شانه‌های حریف به تشک بچسبد و کشتی گیر مهاجم باید از اجرای فنونی که ابتدا خود به روی پل رفته و سپس حریف را به پل می‌کشد، اجتناب کند. در صورت کم‌کاری یا فرار کشتی گیر مدافع ابتدا کشتی قطع می‌شود و به کشتی گیر مدافع تذکر داده می‌شود و در اخطار دوم، کشتی قطع و یک اخطار به کشتی گیر مدافع و یک امتیاز به کشتی گیر مهاجم داده می‌شود.
در کشتی پهلوانی، مجری یا مدافع اگر روی هوا چرخش داشته باشد ولی فرود فن با سینه باشد ضربه فنی محسوب نخواهد شد و برای ضربه فنی باید حتماً یکی از حالات ذیل مشاهده شود:
-آرنج به آرنج شدن
-به پل رفتن مدافع یا مهاجم
-تماس پشت کشتی گیر با تشک
-تماس کتف یا آرنج با تشک در شرایطی که زاویه پشت یا شانه بر روی تشک کمتر از ۹۰ درجه باشد.

## فدراسیون جهانی کشتی پهلوانی
در اردیبهشت سال ۱۳۹۵ با تأیید اتحادیه جهانی کشتی، فدراسیون جهانی کشتی پهلوانی راه اندازی شد. در حال حاضر علیرضا حیدری از ایران رئیس فدراسیون جهانی کشتی پهلوانی است و الدار کورتانیدزه از گرجستان و پیتر باخچا از مجارستان نایب رئیسان این فدراسیون هستند.

## بازوبند پهلوانی ایران
رقابت‌های کشتی پهلوانی ایران برای شناختن پهلوانِ ایران، رقابت‌های ورزشی است که هر ساله در ایران برگزار می‌شود و در آن ورزشکاران از سراسر ایران برای دستیابی به بازوبند در آن شرکت می‌جویند. اگر چه این رقابت‌ها ریشه‌های باستانی دارد، چارچوب نوین آن از سال ۱۳۲۳ (۱۹۴۴) برگزار شده‌است.
برنده این رقابت‌ها پهلوان نامیده می‌شد و دارنده بازوبند پهلوانی می‌شد. پهلوانان صاحب بازوبند پهلوانی ایران علاوه بر مقام پهلوانی از لحاظ اجتماعی نیز جایگاه ویژه‌ای در میان توده مردم داشتند.